# 아 케 노 메 데하스
《아 케 노 메 데하스》(스페인어: A que no me dejas, 영어: I Dare You to Leave)는 2015년 방영된 멕시코의 텔레노벨라이다.

## 캐스트
- 카밀라 소디 - 파우무라트 / 발렌티나 올메도
- 오스발도 베나비데스 - 아드리안 올메도
- 레티샤 칼데론 - 이네스 무라트
- 아르투로 페니체 - 곤잘로 무라트
- 알프레도 아다메 -알폰소 폰세카
- 세실리아 가브리엘라 - 라켈 폰세카
- 알레한드라 바로스 - 후리에타 올메도
- 에리카 부엔필 - 앙헬리카
- 세사르 에보라 - 오스발도